# 'с-Гравенполдер
'с-Гравенполдер (нід. 's-Gravenpolder) — село в нідерландській провінції Зеландія. Входить до муніципалітету Борселе.
Його площа становить 8,00 км², а населення станом на 2021 рік складало 4 690 осіб.
Перша згадка про населений пункт датується 1318 роком.
До 1970 року мало статус окремого муніципалітету.

## Галерея

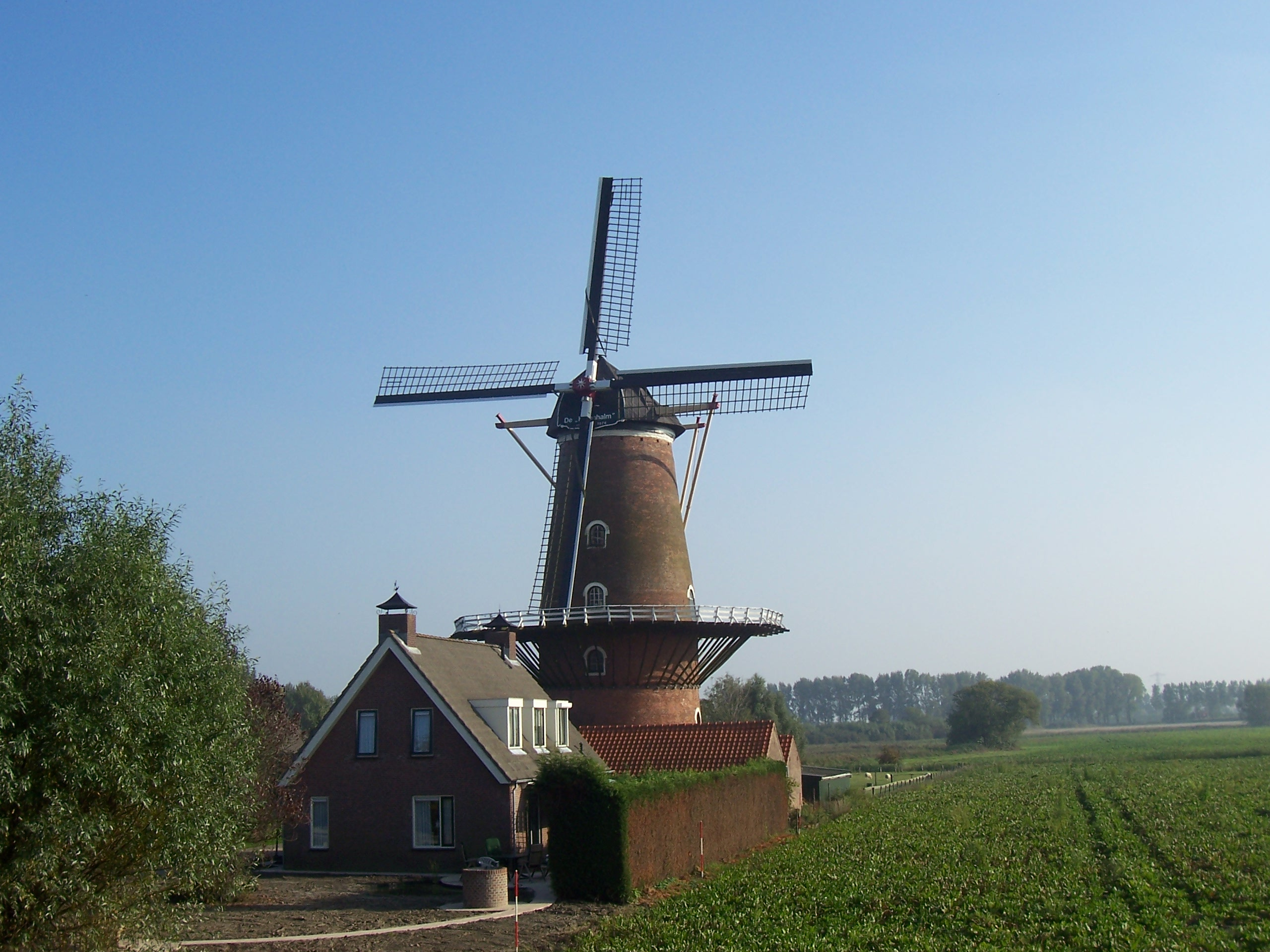
Вітряк De Korenhalm
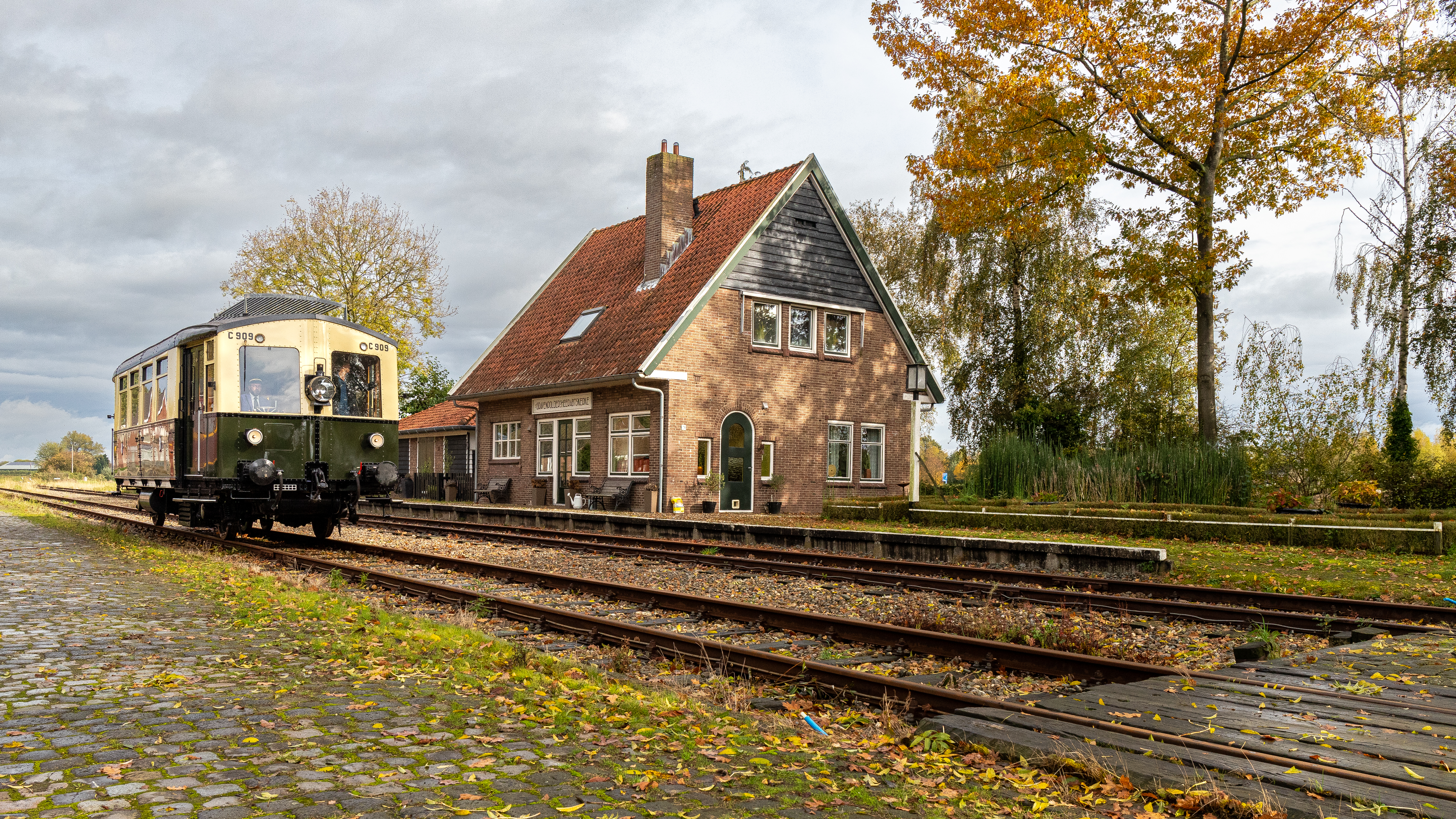
Будівля колишньої залізничної станції